# Moore Channel
Moore Channel is een natuurlijk kanaal in het westen van Brits-Columbia in Canada.

## Geografie
Het kanaal ligt in de eilandengroep Haida Gwaii voor de westkust van Moresby Island. Het kanaal ligt tussen Hibben Island in het noorden en Moresby Island in het zuiden. In het westen mondt het kanaal uit in de Englefield Bay. In het oosten sluit het kanaal aan op het vanuit het noordwesten komende Inskip Channel. In het zuiden en zuidoosten komen de inhammen Douglas Inlet, Mitchell Inlet, Mudge Inlet en Peel Inlet uit op het kanaal.
Het waterlichaam ligt in de mariene ecoregio Noord-Amerikaans Pacifisch Fjordland.

## Geschiedenis
Het kanaal is vernoemd naar George Moore (1815-1890), master van de HMS Thetis, onder het bevel van kapitein Augustus Kuper van 1851-1853.
In 1852 werd de omgeving van het kanaal onderzocht op de aanwezigheid van goud. Met dit onderzoek werd er bij de Mitchell Inlet goud gevonden.